# Budynek Przychodni Chorób Zakaźnych i Pasożytniczych w Toruniu
Budynek Przychodni Chorób Zakaźnych i Pasożytniczych w Toruniu – zabytkowy gmach mieszczący się przy ul. Krasińskiego 4 w Toruniu, w którym obecnie znajduje się przychodnia Szpitala Zakaźnego w Toruniu. Budynek został zaprojektowany przez Kazimierza Ulatowskiego. Gmach wzniesiono w 1931 roku, na działce przekazanej bezpłatnie przez władze Torunia. Budynek wybudowano w stylu modernistycznym. Ma pionowe rozczłonkowanie frontu (w formie rozbudowanego ryzalitu), z wyraźnie zaznaczonymi wnękami.
Pierwotnie w budynku mieściła się siedziba Dyrekcji Dróg Wodnych, po 1945 roku mieści się tu szpital zakaźny.